# اباذری
اباذری می‌تواند به افراد زیر اشاره کند:
- آرش اباذری، فیلسوف ایرانی
- صالح اباذری، کاراته‌کای ایرانی
- یوسف اباذری، جامعه‌شناس ایرانی استاد بازنشستهٔ دانشگاه تهران